# The Hours
Ne pas confondre avec le film Hours, ni avec la série télévisée The Hour.
Pour plus de détails, voir Fiche technique et Distribution.
The Hours ou Les Heures au Québec, est un film américano-britannique réalisé par Stephen Daldry, sorti en 2002 et adapté du roman éponyme de Michael Cunningham.

## Synopsis
The Hours raconte une journée cruciale des vies respectives de trois femmes de différentes époques, dont les destins sont interconnectés par le roman de Virginia Woolf, Mrs Dalloway.
Dans son journal de 1922, celle-ci écrit : « J’y esquisse une étude de la folie et du suicide ; le monde vu par la raison et la folie côte à côte. » Le film retranscrit cette juxtaposition de la vie ordinaire et des souffrances morales incommunicables.

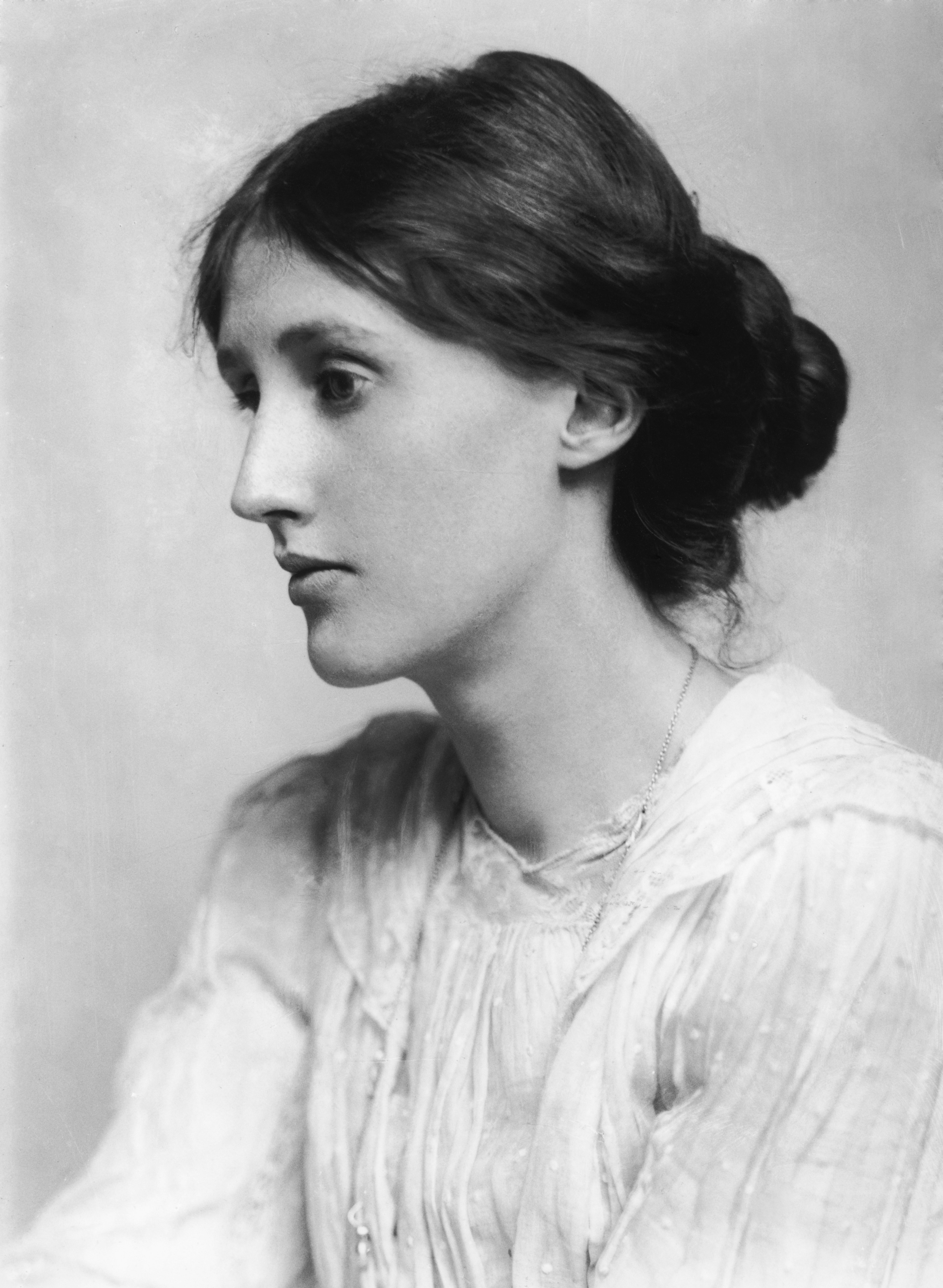
Virginia Woolf.

- Virginia Woolf (Nicole Kidman), grande romancière du début du XXe siècle, accablée par la maladie mentale, s'ennuie à Richmond, dans la banlieue de Londres, au Royaume-Uni, où son mari Leonard l'a emmenée pour qu'elle se repose de l'agitation de Londres. Elle commence une nouvelle œuvre, Mrs Dalloway, qui sera la plus grande réussite de sa carrière. Le film débute et finit par son suicide dans la rivière proche. Elle laisse à son mari un mot où elle le remercie pour sa patience et lui dit qu'elle n'aurait pu être plus heureuse.

- Laura Brown (Julianne Moore), mère au foyer dans l'Amérique des années 1950, souffre d'angoisses et d'un mal-être profond. Enceinte de son second enfant, elle lit le roman Mrs Dalloway et comprend que le suicide mettrait fin à ses tourments. Son jeune fils, Richie, est le seul à percevoir la fragilité de sa mère et en est bouleversé. Laura choisit finalement de vivre mais au prix de l'abandon de sa famille, abandon dont elle ne regrette pas l'ignominie puisqu'il est commandé par l'instinct de survie.

- Clarissa Vaughan (Meryl Streep), éditrice de New York au XXIe siècle, en couple lesbien avec Sally, s'occupe depuis des années de son meilleur ami et ancien amant Richard Brown (le petit Richie, fils de Laura) atteint du sida. Elle organise une réception en l'honneur du prix littéraire reçu par Richard. Mais celui-ci, dans l'après-midi précédant la cérémonie, se défenestre sous les yeux de Clarissa. Richard l'appelle Mrs Dalloway car elle est effectivement la version moderne de Clarissa Dalloway, l'héroïne de Virginia Woolf, qui s'interroge sur le bonheur et s'enlise dans une existence futile.

## Fiche technique
- Titre original et français : The Hours
- Titre québécois : Les Heures
- Réalisation : Stephen Daldry
- Scénario : David Hare, d'après le roman de Michael Cunningham
- Cinematographie : Seamus McGarvey
- Musique : Philip Glass
- Casting : Patsy Pollock et Daniel Swee
- Producteurs : Scott Rudin et Robert Fox
- Producteurs associés : Michael Alden, Ian McNeil et Marieke Spencer
- Producteur exécutif : Mark Huffam
- Société de production : Scott Rudin Productions
- Société de distribution : Paramount Pictures (États-Unis), Miramax Films (International), TFM Distribution (France), Ascot Elite[1] (Suisse)
- Pays de production :  États-Unis,  Royaume-Uni
- Tournage : du 29 janvier à avril 2001 et du 17 décembre 2001 au 23 février 2002
- Budget : 25 000 000 de dollars[2]
- Genre : Film dramatique
- Durée : 114 minutes
- Box office :
  -  Mondial : 108 846 072 USD
  - Nombre d'entrées en France: 995 863[3]
- Dates de sortie :
  - États-Unis : 18 décembre 2002 (première mondiale), 27 décembre 2002
  - France : 19 mars 2003

## Distribution
- Nicole Kidman (VF : Danièle Douet et VQ : Anne Bédard) : Virginia Woolf
- Meryl Streep (VF : Béatrice Agenin et VQ : Marie-Andrée Corneille) : Clarissa Vaughan
- Julianne Moore (VF : Cécile Paoli et VQ : Valérie Gagné) : Laura Brown
- Ed Harris (VF : François Marthouret et VQ : Éric Gaudry) : Richard Brown
- John C. Reilly (VF : Bruno Abraham-Kremer et VQ : Louis-Georges Girard) : Dan Brown
- Claire Danes (VF : Marie Donnio et VQ : Aline Pinsonneault) : Julia Vaughan
- Miranda Richardson (VF : Sylvia Bergé et VQ : Lisette Dufour) : Vanessa Bell, la sœur de Virginia Woolf
- Stephen Dillane (VF : Bernard Crombey et VQ : Daniel Picard) : Leonard Woolf
- Allison Janney (VF : Sophie Deschaumes et VQ : Sophie Faucher) : Sally
- Jeff Daniels (VQ : Alain Zouvi) : Louis Waters
- Jack Rovello : Richard Brown enfant
- Christian Coulson : Ralph Patrige
- Toni Collette (VF : Élisabeth Commelin et VQ : Violette Chauveau) : Kitty
- Eileen Atkins : Barbara, la fleuriste
- Colin Stinton : un employé d'hôtel

Sources et légende : version française (VF) sur RS doublage et sur Voxofilm. Version québécoise (VQ) sur Doublage Québec

## Distinctions
| Date             | Distinction                          | Catégorie                                 | Nom                                         | Résultat   |
| ---------------- | ------------------------------------ | ----------------------------------------- | ------------------------------------------- | ---------- |
| 4 décembre 2002  | National Board of Review             | Meilleur film                             | The Hours                                   | Lauréat    |
| 15 décembre 2002 | Los Angeles Film Critics Association | Meilleure actrice                         | Julianne Moore                              | Lauréat    |
| 18 décembre 2002 | Toronto Film Critics Association     | Meilleur scénario adapté                  | David Hare                                  | Nomination |
| 8 janvier 2003   | Chicago Film Critics Association     | Meilleure actrice                         | Nicole Kidman                               | Nomination |
| 8 janvier 2003   | Chicago Film Critics Association     | Meilleure actrice dans un second rôle     | Julianne Moore                              | Nomination |
| 8 janvier 2003   | Chicago Film Critics Association     | Meilleure musique de film                 | Stephen Daldry                              | Nomination |
| 19 janvier 2003  | Golden Globes                        | Meilleur film dramatique                  | The Hours                                   | Lauréat    |
| 19 janvier 2003  | Golden Globes                        | Meilleure actrice dans un film dramatique | Nicole Kidman                               | Lauréat    |
| 19 janvier 2003  | Golden Globes                        | Meilleur réalisateur                      | Stephen Daldry                              | Nomination |
| 19 janvier 2003  | Golden Globes                        | Meilleur scénario                         | David Hare                                  | Nomination |
| 19 janvier 2003  | Golden Globes                        | Meilleur acteur dans un second rôle       | Ed Harris                                   | Nomination |
| 19 janvier 2003  | Golden Globes                        | Meilleure actrice dans un film dramatique | Meryl Streep                                | Nomination |
| 19 janvier 2003  | Golden Globes                        | Meilleure musique de film                 | Philip Glass                                | Nomination |
| 30 janvier 2003  | Vancouver Film Critics Circle        | Meilleur film                             | The Hours                                   | Lauréat    |
| 30 janvier 2003  | Vancouver Film Critics Circle        | Meilleur réalisateur                      | Stephen Daldry                              | Lauréat    |
| 30 janvier 2003  | Vancouver Film Critics Circle        | Meilleure actrice dans un second rôle     | Toni Collette                               | Lauréat    |
| 30 janvier 2003  | Vancouver Film Critics Circle        | Meilleure actrice                         | Nicole Kidman                               | Nomination |
| 16 février 2003  | Berlinale                            | Ours d'argent de la meilleure actrice     | Nicole Kidman, Julianne Moore, Meryl Streep | Lauréat    |
| 16 février 2003  | Berlinale                            | Ours d'or                                 | The Hours                                   | Nomination |
| 23 février 2003  | BAFTA Awards                         | Meilleure actrice                         | Nicole Kidman                               | Lauréat    |
| 23 février 2003  | BAFTA Awards                         | Meilleure musique de film                 | Philip Glass                                | Lauréat    |
| 23 février 2003  | BAFTA Awards                         | Meilleur film                             | The Hours                                   | Nomination |
| 23 février 2003  | BAFTA Awards                         | Meilleur film britannique                 | The Hours                                   | Nomination |
| 23 février 2003  | BAFTA Awards                         | Meilleur réalisateur                      | Stephen Daldry                              | Nomination |
| 23 février 2003  | BAFTA Awards                         | Meilleur scénario adapté                  | David Hare                                  | Nomination |
| 23 février 2003  | BAFTA Awards                         | Meilleure actrice                         | Meryl Streep                                | Nomination |
| 23 février 2003  | BAFTA Awards                         | Meilleur acteur dans un second rôle       | Ed Harris                                   | Nomination |
| 23 février 2003  | BAFTA Awards                         | Meilleure actrice dans un second rôle     | Julianne Moore                              | Nomination |
| 23 février 2003  | BAFTA Awards                         | Meilleur montage                          | Peter Boyle                                 | Nomination |
| 23 février 2003  | BAFTA Awards                         | Meilleurs maquillages et coiffures        | Jo Allen, Conor O'Sullivan, Ivana Primorac  | Nomination |
| 8 mars 2003      | Writers Guild of America             | Meilleur scénario adapté                  | David Hare                                  | Lauréat    |
| 23 mars 2003     | Oscars du cinéma                     | Meilleure actrice                         | Nicole Kidman                               | Lauréat    |
| 23 mars 2003     | Oscars du cinéma                     | Meilleur film                             | The Hours                                   | Nomination |
| 23 mars 2003     | Oscars du cinéma                     | Meilleur réalisateur                      | Stephen Daldry                              | Nomination |
| 23 mars 2003     | Oscars du cinéma                     | Meilleur scénario adapté                  | David Hare                                  | Nomination |
| 23 mars 2003     | Oscars du cinéma                     | Meilleur acteur dans un second rôle       | Ed Harris                                   | Nomination |
| 23 mars 2003     | Oscars du cinéma                     | Meilleure actrice dans un second rôle     | Julianne Moore                              | Nomination |
| 23 mars 2003     | Oscars du cinéma                     | Meilleurs costumes                        | Ann Roth                                    | Nomination |
| 23 mars 2003     | Oscars du cinéma                     | Meilleure musique de film                 | Philip Glass                                | Nomination |
| 23 mars 2003     | Oscars du cinéma                     | Meilleur montage                          | Peter Boyle                                 | Nomination |
| 21 juillet 2003  | Outfest                              | Meilleure performance pour une actrice    | Meryl Streep                                | Lauréat    |
| 22 août 2003     | Prix Amanda                          | Meilleur film étranger                    | The Hours                                   | Lauréat    |
| 9 octobre 2003   | Casting Society of America           | Meilleur casting pour un film dramatique  | Daniel Swee                                 | Lauréat    |
| 11 octobre 2003  | World Soundtrack Awards              | Meilleure bande originale                 | Philip Glass                                | Nomination |
| 11 octobre 2003  | World Soundtrack Awards              | Compositeur de l'année                    | Philip Glass                                | Nomination |
| 21 novembre 2003 | Australian Film Institute            | Meilleur film étranger                    | The Hours                                   | Nomination |
| 1er février 2004 | Robert                               | Meilleur film américain                   | The Hours                                   | Lauréat    |
| 1er février 2004 | Robert                               | Meilleur film dramatique                  | The Hours                                   | Nomination |
| 1er février 2004 | Robert                               | Meilleur réalisateur                      | Stephen Daldry                              | Nomination |
| 21 février 2004  | César du cinéma                      | Meilleur film étranger                    | The Hours                                   | Nomination |

## Analyse

### Les sources:Mrs DallowayetThe Hours
- Si vous ne connaissez pas le sujet, laissez ce bandeau (vous pouvez alors contacter les auteurs).
- Si vous supprimez le contenu mis en cause (vous pouvez préalablement contacter les auteurs),

argumentez précisément cette suppression dans la page de discussion
(un manque de référence n'est pas un argument ; une recherche réelle de référence doit avoir été effectuée, être formellement documentée).
Le roman de Michael Cunningham, The Hours, reprend le titre que Virginia Woolf voulait initialement donner à son roman, Mrs Dalloway.
Le roman de Virginia Woolf utilise la même structure que Ulysse de James Joyce : une journée. Le récit est organisé autour de l'idée du temps qui s’écoule. Il n'y a pas vraiment d'histoire (c'est une constante de ses romans et elle le revendique). Il s'agit davantage d'une déambulation, aussi bien physique que mentale.
Le roman de Michael Cunningham est construit de la même façon, en créant de surcroît un réseau de correspondances entre les époques et les personnages dans lequel le roman de Virginia Woolf tient une place de choix.
Comme Mrs Dalloway, Clarissa Vaughan remplit le vide de sa vie en organisant des réceptions (« pour couvrir le silence » lui dit Richard). Elle ne fait pas partie des personnes qui ont le courage de changer leur vie ou d'y mettre fin.
Richard, atteint du sida, fait comprendre à son amie Clarissa qu'il ne peut plus longtemps rester en vie pour elle. D'ailleurs elle pourra enfin vivre pour elle-même. Il se jette par la fenêtre.
Septimus Warren Smith, le poète, qui figure probablement le double masculin de Mrs Dalloway dans le roman de Woolf, se suicide également. Virginia Woolf écrivait bien sûr à propos d'elle-même : l'exaspération de Septimus contre ses médecins fait écho à la peur de la folie de Virginia, incomprise par ses propres médecins.
Michael Cunningham introduit entre Clarissa Vaughan et Dalloway, qui s'agitent sans choisir, et Richard et Septimus, qui choisissent la mort, un troisième personnage, Laura Brown, qui choisit la vie. Elle n'a pas eu le courage de se tuer, mais pour échapper à ses angoisses et à sa vie, elle a abandonné mari et enfants.